# Mistrovství Československa v krasobruslení 1961
Mistrovství Československa v krasobruslení 1961 se konalo 7. ledna a 8. ledna 1961 v Ostravě.
Mistrovství se zúčastnili i závodníci z NDR. V kategorii mužů skončil Bodo Bockenauer druhý a ve sportovních dvojicích byl pár Margit Senfová-Peter Göbel třetí.

## Medaile
| Kategorie      | Zlato                        | Zlato     | Stříbro                          | Stříbro     | Bronz                                  | Bronz       | 4. místo                     | 4. místo    |
| Muži           | Karol Divín                  | 5 –       | (NDR) Bodo Bockenauer            | 10 –        | Jaromír Holan                          | 18 –        | Pavel Komárek                | 21 –        |
| Ženy           | Jana Mrázková                | 9 – 1706  | Jindra Kramperová                | 18 – 1646,3 | Eva Grožajová                          | 32 – 1574,8 | Jitka Hlaváčková             | 32 – 1570,9 |
| Sportovní páry | Hana Vosátková Karel Vosátka | 8 –       | Milada Kubíková Jaroslav Votruba | 15 –        | (NDR) Margit Senfová (NDR) Peter Göbel | 22 –        | Marie Henizová Karel Janouch | 25 –        |
| Taneční páry   | Eva Romanová Pavel Roman     | 7 – 244,6 | Jitka Babická Jaromír Holan      | 14 – 321,7  | Horecká Herman                         | 23 – 189,6  |                              |             |

- čísla udávají celkové hodnocení, první za přednes a druhá počet bodů